# Мышца, приводящая большой палец кисти
Мышца, приводящая большой палец кисти (лат. Musculus adductor pollicis) — мышца кисти.
Наиболее глубокая из мышц возвышения большого пальца кисти. Состоит из двух головок, мышечные пучки которых направляются под углом друг к другу:
1. косая головка (лат. caput obliquum) начинается от лучистой связки запястья, головчатой кости и ладонной поверхности II и III пястных костей
2. поперечная головка (лат. caput transversum) — от ладонной поверхности III пястной кости и головок II и III пястных костей

Сходясь под углом, мышечные пучки прикрепляются к основанию проксимальной фаланги большого пальца кисти, локтевой сесамовидной косточке и капсуле пястно-фалангового сустава.

## Функция
Приводит и отчасти противопоставляет большой палец.